# Krusborstmossa
Krusborstmossa (Kiaeria blyttii) är en bladmossart som beskrevs av Brotherus 1923. Enligt Catalogue of Life ingår Krusborstmossa i släktet borstmossor och familjen Dicranaceae, men enligt Dyntaxa är tillhörigheten istället släktet borstmossor och familjen Rhabdoweisiaceae. Arten är reproducerande i Sverige. Inga underarter finns listade i Catalogue of Life.